# 結婚するまで
結婚するまで（けっこんするまで）は、昭和51年（1976年10月12日）から翌年1977年3月29日にかけてTBS系列で放送されたテレビドラマ。結婚にあこがれる年齢に近づいた一人の娘の結婚についての形を軸に女心を探る。

## あらすじ
真田葉子は父・信吉、弟・健一との三人暮らし。ある日、刑事をしている信吉が扱った事件の参考人自殺未遂事件から物語が始まる。

## スタッフ
- プロデューサー：日向宏之
- 原作・脚本：高岡尚平
- 演出：和田旭、西川章、村上瑛二郎、近藤邦勝、日向宏之、宮田吉雄

## キャスト
- 真田葉子 - 秋吉久美子
- 新聞記者・山村英介 - 田村正和
- 山村の妻・道子 - 真木洋子
- 葉子の父・信吉 - 船越英二
- 葉子の母・清江 - 草笛光子
- 葉子の弟・健一 - 佐久田修
- 山村の娘・麻里 - 伊藤つかさ
- 公太郎 - 伴淳三郎
- 宮路おさむ
- 長田あつし
- 妙子 - 春川ますみ
- 川口次郎 - 柴俊夫
- 八重 - 三条美紀
- 葉子の叔父・真山幸夫 - 小坂一也
- 山村の上司・望月 - 中山仁
- 佐伯医師 - 高津住男
- 川口の母・民子 - 阿部寿美子
- 三浦リカ
- 神田隆
- 玲子 - 吉沢由美子
- 横田泰代
- 小林恭治
他

## 主題歌
「愛はめぐり逢いから」
- 唄：南沙織、作詞：岡田冨美子、作曲・編曲：林哲司

## サブタイトル
| 話数 | 放送日         | サブタイトル          | 演出       | ゲスト                     |
| ---- | -------------- | --------------------- | ---------- | -------------------------- |
| 1    | 1976年10月12日 | （サブタイトル無し）  | 和田旭     |                            |
| 2    | 10月19日       | （〃）                | 西川章     |                            |
| 3    | 10月26日       | （〃）                | 和田旭     |                            |
| 4    | 11月2日        | （〃）                | 西川章     | 伊藤正次、浜村純、高城淳一 |
| 5    | 11月9日        | 記憶の中の影          | 村上瑛二郎 |                            |
| 6    | 11月16日       | 父と娘と              | 和田旭     |                            |
| 7    | 11月23日       | ひろがる疑惑          | 西川章     |                            |
| 8    | 11月30日       | 別れに愛を            | 近藤邦勝   |                            |
| 9    | 12月7日        | 母の心は              | 和田旭     |                            |
| 10   | 12月14日       | 愛のゆくえ            | 西川章     |                            |
| 11   | 12月21日       | もしも愛が･･･         | 村上瑛二郎 |                            |
| 12   | 12月28日       | そこに母が･･･         | 日向宏之   |                            |
| 13   | 1977年1月4日   | 闇からの魔手          | 和田旭     | 北島マヤ                   |
| 14   | 1月11日        | 愛の横顔              | 西川章     | 正樹：長塚京三             |
| 15   | 1月18日        | 愛で癒して            | 近藤邦勝   |                            |
| 16   | 1月25日        | いま愛が･･･           | 和田旭     |                            |
| 17   | 2月1日         | 偽りは愛のあかし      | 村山瑛二郎 | 本田：蜷川幸雄             |
| 18   | 2月8日         | さらば愛しきものよ    | 西川章     |                            |
| 19   | 2月15日        | 置き去りの愛に･･･     | 和田旭     |                            |
| 20   | 2月22日        | 愛と還って･･･         | 近藤邦勝   |                            |
| 21   | 3月1日         | いのちに愛を･･･       | 村上瑛二郎 |                            |
| 22   | 3月8日         | 愛に憩いて･･･         | 和田旭     |                            |
| 23   | 3月15日        | 陽だまりに愛を･･･     | 近藤邦勝   |                            |
| 24   | 3月22日        | 限りなく愛を･･･       | 宮田吉雄   |                            |
| 25   | 3月29日        | 愛は永遠のいのちに･･･ | 和田旭     |                            |